# サキシマハマボウ

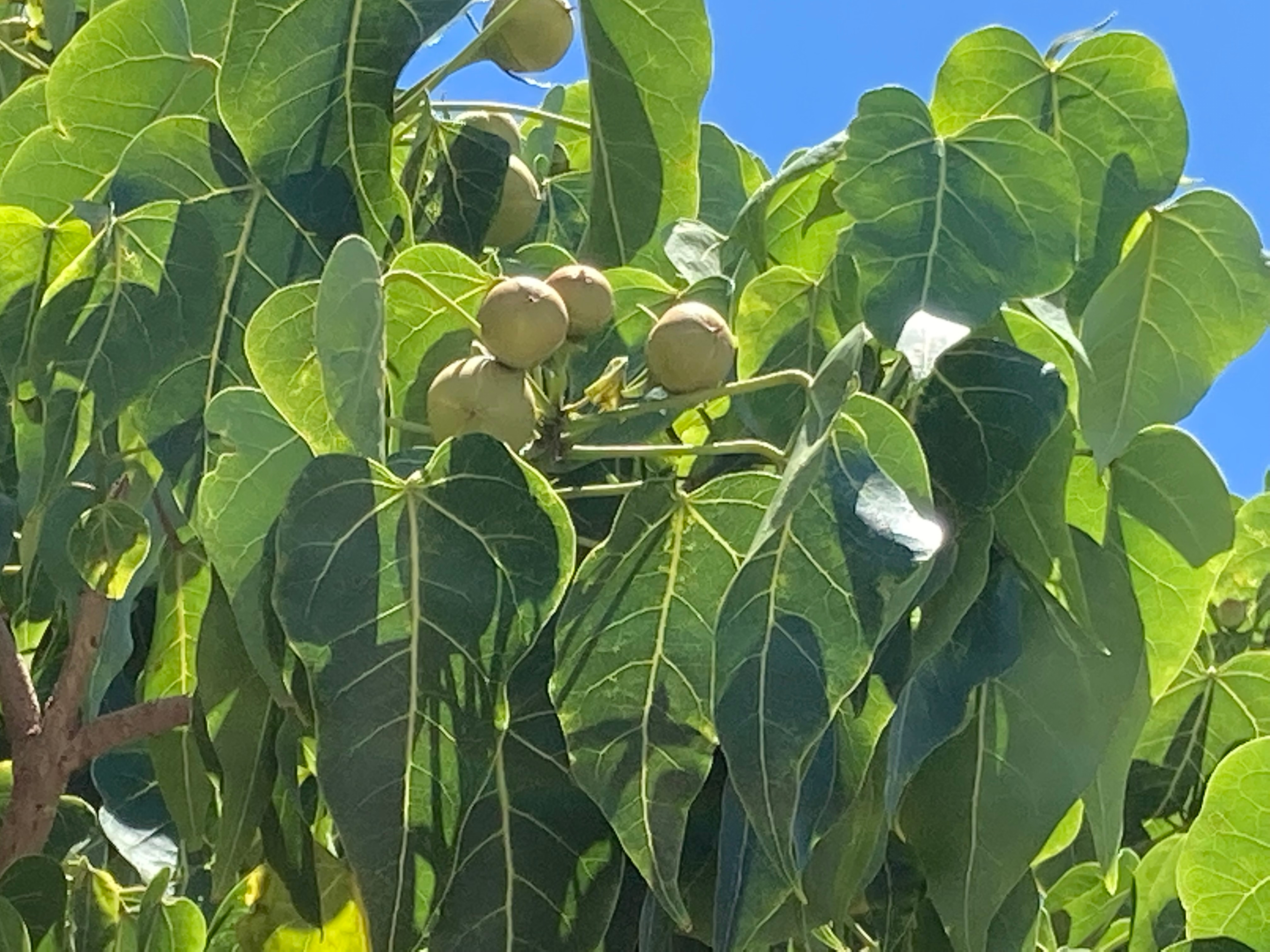
果実

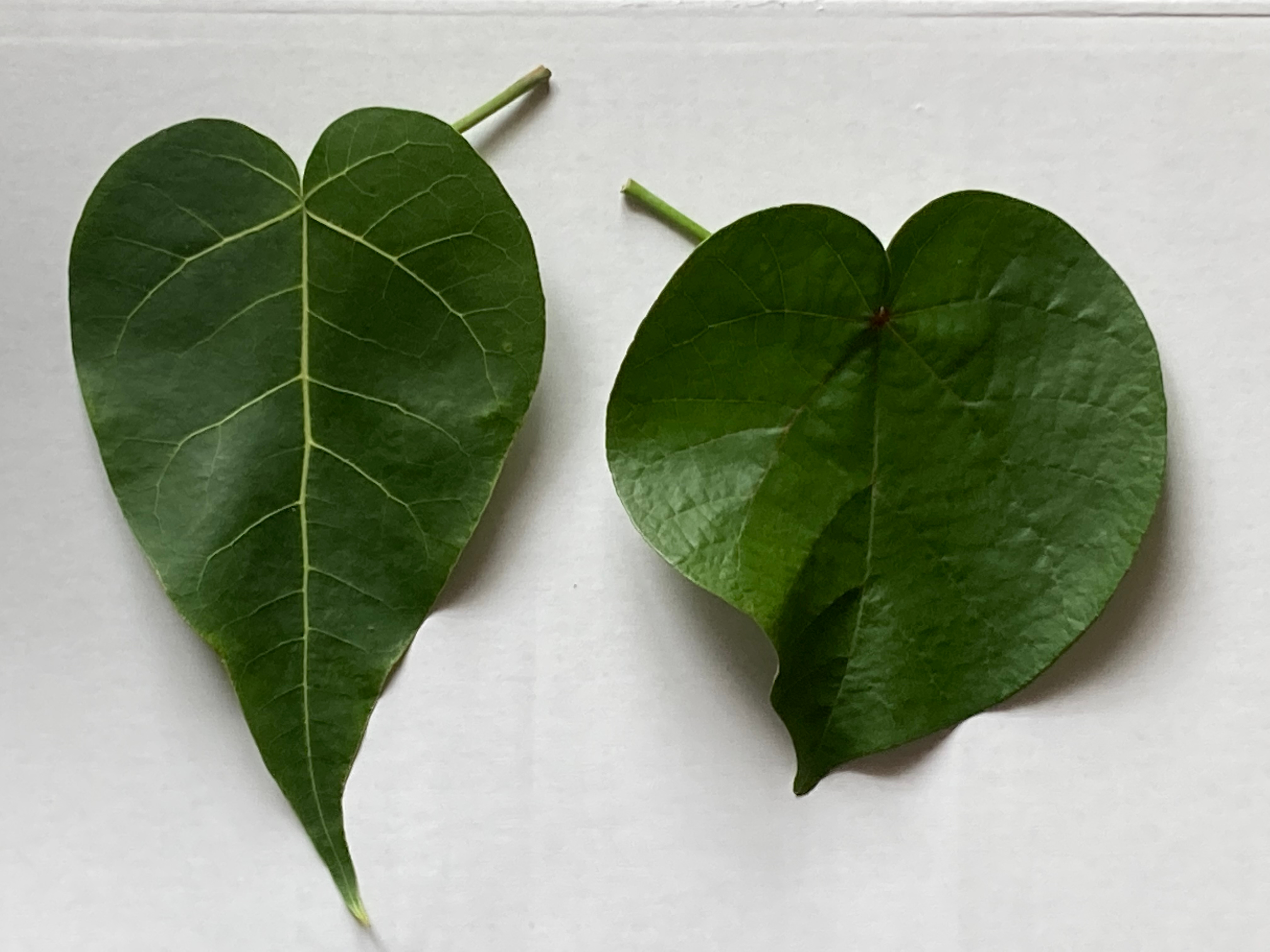
サキシマハマボウ（左）及びオオハマボウ（右）の葉の表面

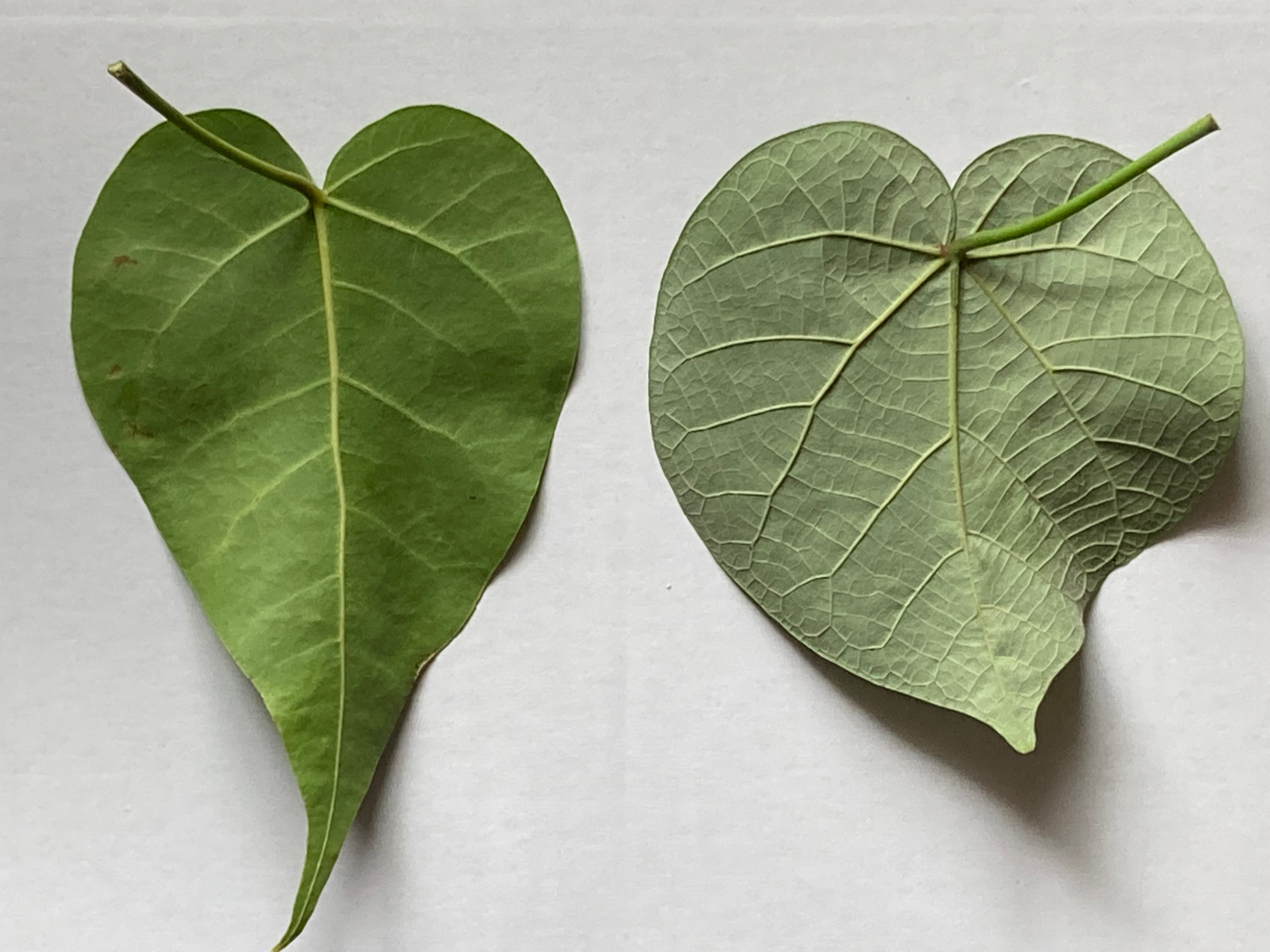
サキシマハマボウ（左）及びオオハマボウ（右）の葉の裏面

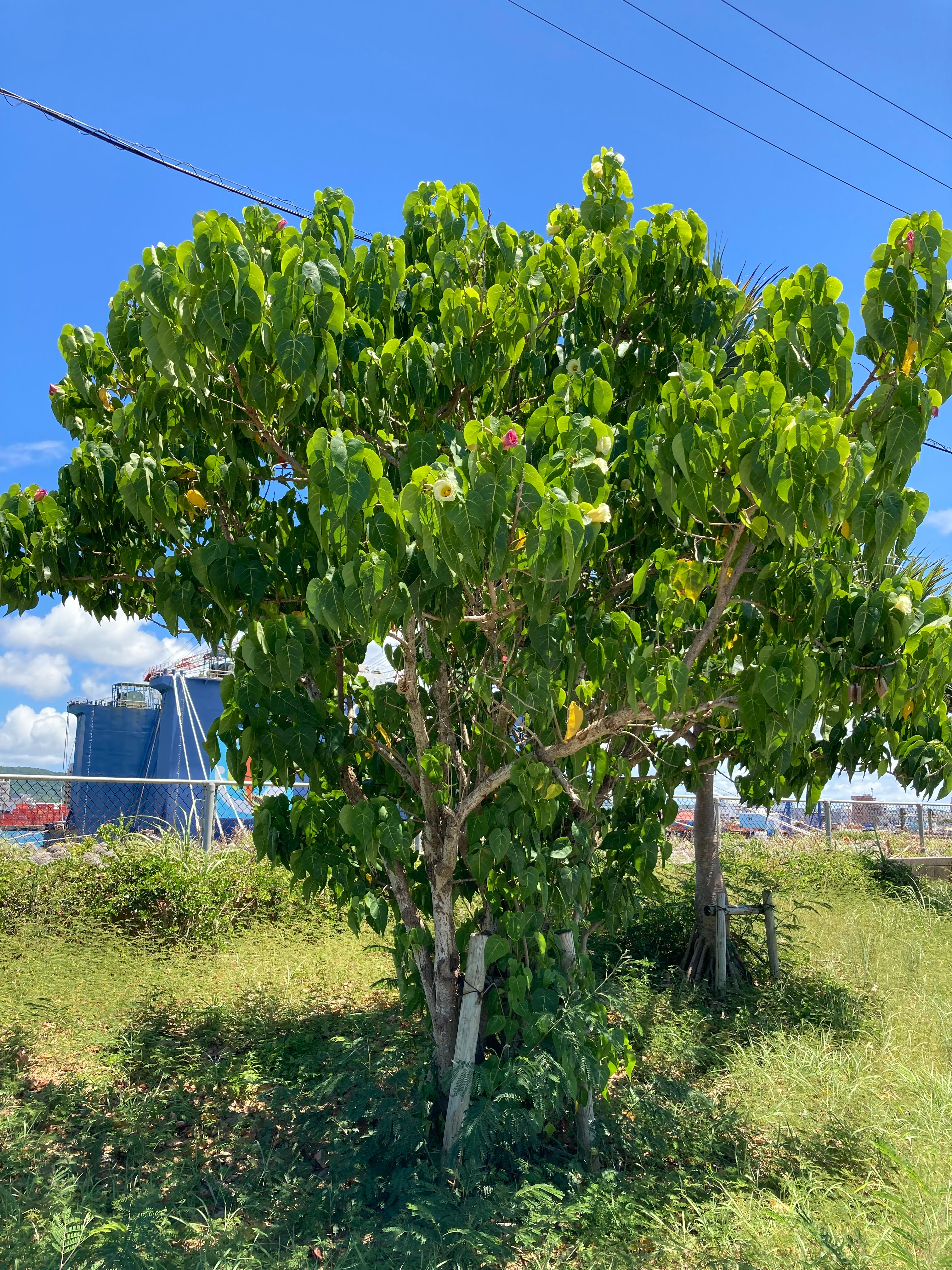
植栽利用状況（沖縄県石垣市南ぬ浜町）

サキシマハマボウ（先島浜朴、学名：Thespesia populnea）は、アオイ科サキシマハマボウ属の常緑高木。別名はトウユウナ、シマユウナ、ヤマユウナ、ウーハ。また、ハワイでは「ミロ」（milo）と呼ばれる。

## 特徴
高さ5–10 mになる常緑の小高木。枝はよく分岐して、樹皮は繊維質になる。
小枝と葉の下面その他に小形の帯褐色の鱗片を密布する。葉はオオハマボウより長いハート型、広卵形～長楕円形～三角形で、長さは5–20 cm。革質で表面に光沢があり、オオハマボウと異なり葉先は鋭尖形。全縁、掌状の７脈が目立つ。葉裏はオオハマボウよりやや濃いめの淡緑色。
花は長さ5–7 cm、オオハマボウに比べ淡い黄色の花弁が、閉じ気味の鐘状に開く。花の内面基部は暗紫色となる。花はしぼむと桃色になる。
果実（蒴果）はほぼ球形で、径2–4 cm、オオハマボウと異なり、熟しても開くことなく、果実全体が落下する。
街路樹や公園に植えられることも多い。

## 分布と生育環境
日本では沖永良部島、徳之島、沖縄島、及び先島諸島に分布、国外ではそれ以南のアジア、アフリカ、ポリネシアの亜熱帯-熱帯地域に分布する。
塩分に強く、海岸の砂泥地やマングローブの最後部に自生する。内陸部でも栽培される。

## 利用
用材（漁網の浮木、指物材）、海岸防護護岸林、街路樹に好適。染料材（樹皮から黄色染料が得られる）。樹皮の繊維は縄索に利用され、飼料、緑肥にも用いられる。花は食用になる。